# Більшовик (Ононський район)
Більшови́к (рос. Большевик) — село у складі Ононського району Забайкальського краю, Росія. Адміністративний центр Більшовистського сільського поселення.

## Населення
Населення — 397 осіб (2010; 471 у 2002).
Національний склад (станом на 2002 рік):
- росіяни — 82 %